# ألبرت أندرسون (سياسي)
ألبرت أندرسون (بالسويدية: Albert Andersson)‏ هو سياسي سويدي، ولد في 29 أغسطس 1878، وتوفي في 19 يونيو 1962. حزبياً، نشط في حزب الوسط السويدي. وقد انتخب عضو البرلمان السويدي ‏.